# Kasteel van Richelieu
Het Kasteel van Richelieu (Frans: Château de Richelieu) was een opmerkelijk, omvangrijk kasteel in Richelieu in de voormalige Franse provincie Poitou. Het werd gebouwd in opdracht van Armand du Plessis, kardinaal de Richelieu, op het landgoed van de familie du Plessis. Heden ten dage is er nagenoeg niets meer van over. Het kasteel bevond zich in het hartje van een park dat meerdere hectares beslaat ten zuiden van de huidige stad.
Men kon het kasteel voornamelijk bereiken vanuit het noorden via een laan komende van de ommuurde stad en vanuit het westen via een laan die aansluit op de huidige D749 (de Avenue de Schaafheim).
Het kasteel werd aan het begin van de 19e eeuw afgebroken, maar de stad Richelieu bleef zo goed als ongeschonden en behield zo haar 17de-eeuwse karakter. Richelieu vormt een uniek voorbeeld van stedenbouw uit die tijd, dit in tegenstelling tot de andere nieuwe steden van hetzelfde tijdperk (zoals Charleville en Henrichemont), die versmolten raakten met latere constructies. De stad en het kasteel getuigen van dezelfde bouwstijl en zijn ontstaan vanuit de ambitie van de kardinaal. Bovendien vertonen beide frappante bijzonderheden in vergelijking met voorafgaande en hedendaagse stadsmodellen. De site van het kasteel werd beschermd als historisch monument sinds september 1930.

## Geschiedenis

### Ontstaan

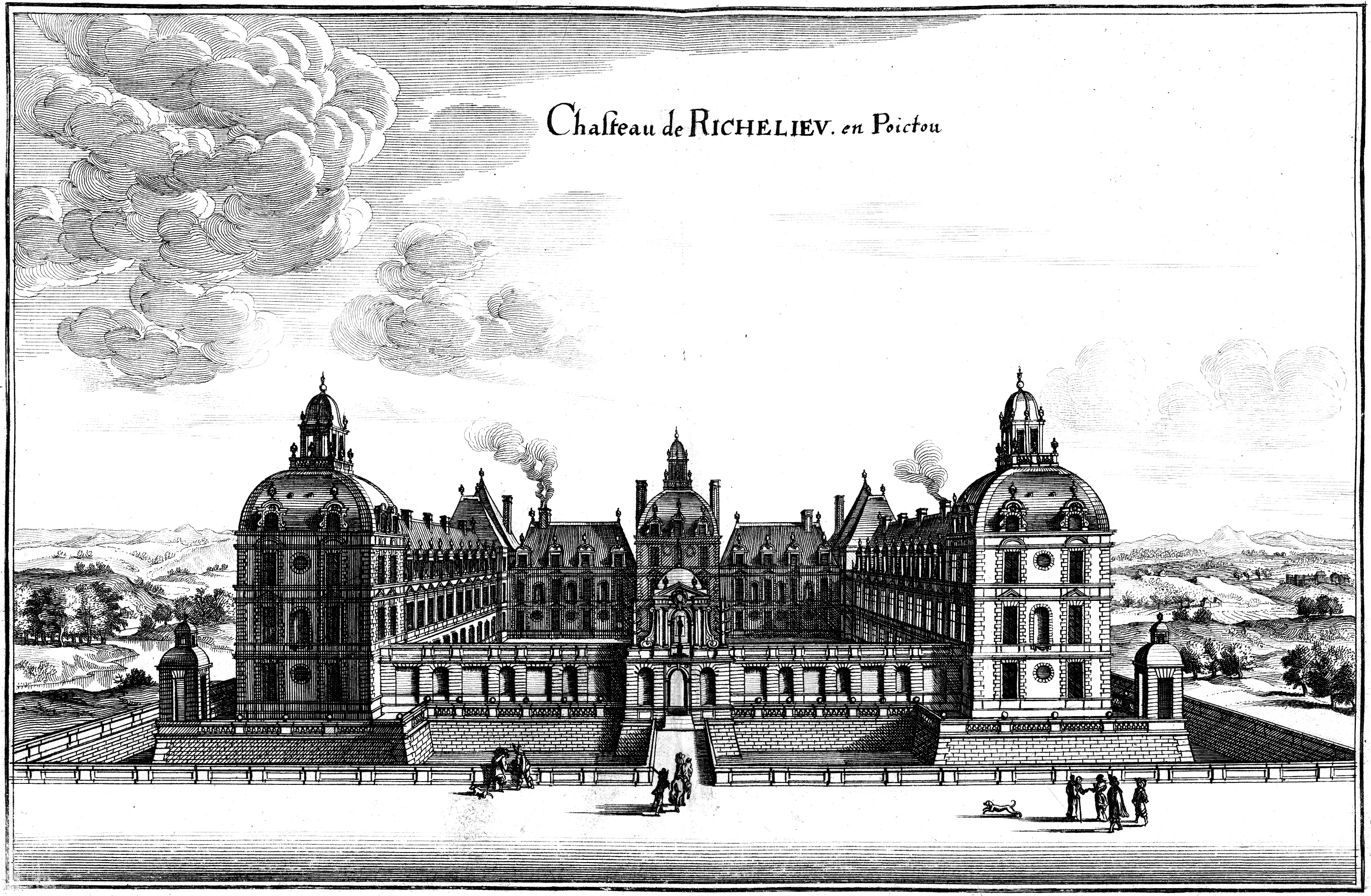
Kasteel van Richelieu uit de 17e eeuw

Aan het einde van de 12de eeuw was er reeds een kasteel, "Richeloc", gebouwd voor de heren van Mauson. In 1201 kreeg het kasteel een kapel, gewijd aan Saint-Nicolaas-de-Lyre. Deze kapel werd waarschijnlijk de latere parochiekerk van de Sablons. Het "Hostel de Richelieu" met slotgrachten, vermeld in 1407, werd met de goedkeuring van Karel VII versterkt. Er blijft niets meer over van dit kasteel. Het werd immers verbouwd in de 16de eeuw en volledig herbouwd in de daaropvolgende eeuw.
In 1621 kocht kardinaal De Richelieu, het domein. Het was een klein kasteel met torens, een kapel, dienstgebouwen en een park. Het eenvoudige kasteel van zijn voorouders beantwoordde niet meer aan zijn nieuwe status en zijn politieke carrière zette hem ertoe aan een ambitieus project te beginnen: hij wilde niet onderdoen voor de mooiste kastelen uit die tijd.
In een officiële brief van Lodewijk XIII kreeg kardinaal de Richelieu de toestemming om een stadje te laten bouwen. De kardinaal liet het omheinen met muren en grachten. Er was ook twee keer per week een markt. De huidige stad Richelieu heeft zich ontwikkeld ten noorden van het domein. De stad is gebouwd volgens een "ideaal stadsplan", te vergelijken met het plan van Brouage uit dezelfde tijd, en al eerder vermelde steden.
In 1624 begon de kardinaal de werkzaamheden. Rond 1630 streefde hij een ruimer bouwplan na: hij wilde een stad aan het kasteel verbinden. Dat vertrouwde hij toe aan architect Jacques Lemercier. Elk huis dat gebouwd werd, werd verkocht aan edellieden die verwant waren aan de Richelieu. (Hij wilde ook een hof oprichten dicht bij zijn kasteel). Voor de bouw van dit ruime kasteel gebruikte hij enkele miljoenen Tourse ponden.
Het oude kasteel werd behouden zolang het nieuwe nog niet bewoonbaar was. De kapel werd tot minstens 1639 behouden. In dat jaar werd de bouw van de kerk van de huidige stad beëindigd. Uiteindelijk werd heel het oude kasteel afgebroken.
Jacques Lemercier leidde de bouw van de stad en van het kasteel. De versiering werd toevertrouwd aan meer beroemde en getalenteerde artiesten uit de eerste helft van de zeventiende eeuw. Richelieu had een mooi samenhangend en rijk visueel geheel ontworpen dat zijn politieke visie weerspiegelde. In 1642, na de dood van de kardinaal, werd het bouwwerk voltooid. Toen de kardinaal stierf, gingen de hertogelijke titels van Richelieu en Fronsac over op zijn nageslacht. Ook het kasteel, dat een hertogelijke woonplaats was, was hetzelfde lot beschoren.
Louis-François-Armand de Vignerot (1696-1788), het achterkleinkind van de kardinaal, liet het kasteel verbouwen. Ook liet hij de tuin en het park aanleggen. In 1760 gaf hij architect Chevotet de opdracht om enkele belangrijke werken uit te voeren aan de "spiegelgalerij".

### Verval
Tijdens de Franse Revolutie werd het kasteel in beslag genomen. Het meubilair en de kunstcollecties werden gestolen. Vervolgens raakte het kasteel verwaarloosd.
Omstreeks 1800 nam Léon Duforny, architect en lid van de academie voor Schone Kunsten, (1754-1818) een rechthoekig mozaïekpaneel mee uit het kasteel. Het mozaïek bestaat uit marmer en hardsteen en maakte deel uit van een pronktafel. Die pronktafel stond als blikvanger in de "Galerij der Veldslagen". Het onderstel van de tafel is uitgesneden uit hout. Het kunstwerk wordt bewaard in het Louvre (Poloniagalerij). Een replica van het houten onderstel is te zien in het Museum voor Schone Kunsten in Tours.
In 1805 gaf Napoleon I het vervallen kasteel terug aan de erfgenamen van Richelieu. In 1832 stonden de erfgenamen op hun beurt het kasteel af aan de heer Boutron. Boutron gaf de opdracht het kasteel te slopen om vervolgens de materialen te verkopen. Pilté-Grenet, een makelaar van wie vermoed werd dat hij lid was van de bekende Zwarte Bende (een vereniging van vereffenaars van voormalige grote Franse hofdomeinen), kocht een aantal schilderijen die hij in 1824 naliet aan het Museum voor Schone Kunsten in Orléans.

### Restanten
In 1852 liet de toenmalige eigenaar, Laurence, een eind verderop in het park een nieuw woonhuis in neoclassicistische stijl bouwen, het "Kleine Kasteel" genaamd. In 1877 kocht Michel Heine (1819-1904) het domein. Hij was een zeer vermogende bankier en ondernemer uit Parijs. Zijn dochter Alice Heine (1858-1925) was in 1875 getrouwd met de 7e hertog van Richelieu. Heine herstelde het park en liet de bijgebouwen restaureren.
Na de sloop van de oostelijke vleugel in 1900, is enkel het centrale paviljoen van de stallen bewaard gebleven. In 1930 liet Heine's kleinzoon, de 8e en laatste hertog van Richelieu, het kasteel na aan de Chancellerie des Universités de Paris.

## Uitzicht
Het kasteel werd gebouwd in de vorm van een vierkant, met op elke hoek een rechthoekig paviljoen, met vrijwel dezelfde inrichting als het kasteel van Lodewijk XIII in Versailles. Uit de samenstelling van de gebouwen van het kasteel bleek ook een hiërarchie in de verdiepingen: er waren vier niveaus in het kasteel, drie in de stallen, twee in de bijgebouwen en één in de omheiningsmuur.
Het nog bestaande paviljoen van de stallen is bedekt met een kloostergewelf. De gerestaureerde grotten zijn verdeeld in drie ruimtes bekleed met vlakke ribgewelven: de middenbeuk eindigt in een apsis bekleed met een schelpvormig gewelf.

## Kunst
Er bestaan veel tekeningen van het kasteel en artistieke overblijfselen die na de sloop ergens anders werden geplaatst.
Hoewel van het decor van het kasteel niet veel overgebleven is, zijn er wel nog verschillende antieke standbeelden die gerestaureerd en/of afgewerkt zijn onder Richelieu, waarvan er sommigen te vinden zijn in het Museum voor Schone Kunsten in Tours en het Louvre. Daarnaast zijn er ook nog enkele meubelen en vazen uit porfier (in het Louvre) en schilderijen (in het Museum voor Schone Kunsten in Tours en Orléans) nagelaten aan Pilté-Grenet.
Een van de voornaamste schilderwerken is een schilderij dat het kabinet van de Koningin versiert: de cyclus van "de Vier Elementen" (les Quatres Eléments), gemaakt door Claude Deruet (1588-1660). Een ander belangrijk werk is "de acht Evangelisten en de acht Kerkvaders" (les huit Evangelistes et les huit pères de l’église) van Martin Fréminet.
Volgens de Franse historicus Jacques Thuillier werden deze werken al gemaakt vóór de bouw van het kasteel en waren ze oorspronkelijk bestemd voor de kapel van het kasteel van Fontainebleau.
Deze twee werken worden op dit moment bewaard in het museum voor Schone Kunsten in Orléans.
Van de 20 grote schilderijen die de veldslagen van Lodewijk XIII voorstellen (uit de galerie les Grandes Actions de Monsieur le Prince in het kasteel van Chantilly), worden er acht als verloren beschouwd. De andere 12 worden bewaard in het museum van het kasteel van Versailles en worden er gerestaureerd.
In het voorjaar van 2011 werden de werken tentoongesteld op een grote expositie over het kasteel en het dorp in Richelieu, Orléans en Tours.
Daarna zullen zes van de schilderijen tentoongesteld worden in het museum in Richelieu, drie in het museum voor Schone Kunsten in Tours en de andere drie in het museum voor Schone Kunsten in Orléans.

## Citaten
La Fontaine beschreef het kasteel als volgt:

Het geheel is mooi, prachtig en grandioos; het is zijn bouwheer waardig. [...] We verlieten uiteindelijk die ruimte en doorkruisten een ontelbaar aantal rijkelijke, prachtig versierde kamers. Ik zal hier niet uitweiden over wandbekledingen en verguldsels, de originele stukken en kostbaarheden waarmee Richelieu het heeft volgestouwd. Toch moet ik toegeven dat ik het vertrek van de koning wondermooi vond. De vertrekken van de koningen moeten er niet voor onderdoen. Er is zoveel goud dat het me op den duur te veel begon te schitteren.
— - Jean de La Fontaine, uit Lettre à Madame de la Fontaine.